# Berberis bicolor
Berberis bicolor är en berberisväxtart som beskrevs av Leveille. Berberis bicolor ingår i släktet berberisar, och familjen berberisväxter. Inga underarter finns listade i Catalogue of Life.